# Кухен (Баден-Вюртемберг)
Кухен (нім. Kuchen) — громада в Німеччині, знаходиться в землі Баден-Вюртемберг. Підпорядковується адміністративному округу Штутгарт. Входить до складу району Геппінген.
Площа — 8,95 км2. Населення становить 5689 ос. (станом на 31 грудня 2020).